# Montservó
El Montservó és una serra situada al municipi d'Alòs de Balaguer a la comarca de la Noguera, amb una elevació màxima de 1.138 metres.